# Chinesische Staatsangehörigkeit
Die chinesische Staatsangehörigkeit bestimmt die Zugehörigkeit einer Person zu einem der gegenwärtig bestehenden chinesischen Staatsverbände mit den zugehörigen Rechten und Pflichten.
China ist ein Vielvölkerstaat, offiziell als Minderheiten anerkannt sind über fünfzig „Nationen.“ In der Volksrepublik China werden chinesische Staatsbürger Zhongguo gongmin (chinesisch 中國公民, Pinyin Zhōngguó gōngmín) bzw. Zhongguoren (中國人) oder kurz Gongmin (公民 – „Bürger“) genannt, während ethnische Chinesen als Hanren (漢人) oder Auslandschinesen (華僑, 海外華人, 華裔…人) bezeichnet werden.

## Historisches
Die verschiedenen chinesischen Kaiserreiche unterschieden schon seit der Tang-Dynastie ab 645 zwischen chinesischen und fremden, barbarischen Ausländern. Auch die Mandschus der 1645–1911 herrschenden Qing-Dynastie behielten die Trennung bei. Kenntlich waren verschiedenen „Nationalitäten“ an äußeren Merkmalen wie (vorgeschriebener) Kleidung oder Haartracht, z. B. den „Rattenschwanz“ genannten Zopf der Han-Chinesen. Untertanen der Qing-Dynastie waren aber nicht Bürger im Sinne modernen Nationalstaatsverständnisses. Auf eine genauere Definition von „Chinese“ bzw. Ausländer konnte vor 1860 verzichtet werden, da Ein- und Ausreisemöglichkeiten beschränkt bzw. strafbewehrt waren. So hatte man sich schon durch genaue Grenzziehung im fast leeren Mandschu-Schutzgebiet zwischen der Willow Palisade und den Grenzflüssen Amur und Tumen von der Chosŏn-Dynastie vertraglich abgegrenzt.
Als chinesischer/mandschurischer Untertan kraft Geburt galt jedes Kind eines Untertans der Qing-Dynastie, auch bei Geburt im Ausland (klassisches ius sanguinis). Außerdem ging man davon aus, dass jede im Lande lebende Person Untertan sei, solange das Gegenteil nicht bewiesen war (ius soli). Allgemein galt: „Einmal Chinese, immer Chinese.“
Personen, die keine Kinder chinesischer Eltern waren, aber auch den Nachweis fremder Staatsangehörigkeit nicht erbracht hatten, konnten durch Eheschließung nach chinesischem Ritus oder Einbürgerung auf Antrag Chinese werden. Eine Chinesin, die einen Ausländer heiratete, verlor ihre chinesische Staatsbürgerschaft.
Wichtiger für den Status des Einzelnen während der feudalen Zeit war das Stadtbürgerrecht, das erst in der dritten Generation ersessen wurde und z. B. das Recht mitbrachte, an den lokalen Beamtenprüfungen teilnehmen zu dürfen.
Russland und das Kaiserreich China regelten im Vertrag von Nertschinsk 1689, dass sie in der Grenzregion die Gerichtsbarkeit jeweils über ihre eigenen Untertanen ausübten. Zwischen der Chosŏn-Dynastie, Korea war unter nomineller Oberhoheit der Qing-Dynastie, und Russland wurden 1886/91 vertragliche Abgrenzungen getroffen.
Im späten 19. Jahrhundert war es üblich, dass eine heiratende Frau in fast allen Ländern der Welt automatisch die Staatsbürgerschaft des Ehemanns erhielt („unterliegt der Jurisdiktion, der auch ihr Gatte unterliegt“). Das chinesische Kaiserreich schloss Abkommen, u. a. 1889 mit Italien und 1888 dem Deutschen Reich, die vorsahen, dass die jeweils andere Seite über solche Ehen über offizielle Kanäle Meldung machen musste. Erst danach wurde der Wechsel wirksam.

### Staatsangehörigkeitsgesetz 1909
Als Vorlage diente das japanische Staatsangehörigkeitsgesetz 1899. Zweck der Regelung war es, vor allem den Status der zahlreichen Auslandschinesen zu klarifzieren, d. h. diese als „Chinesen“ dem Reich zu sichern. Gleichzeitig erlassene Zusatzbestimmungen regelten Fragen im Zusammenhang mit Aufgabe der Staatsbürgerschaft ohne Genehmigung und Meldepflichten bei Auslandsaufenthalt. Staatsangehörigkeitsfragen wurden von der örtlich zuständigen Behörde an das Innenministerium geleitet. Zustimmende Entscheidungen waren ab dem Tage der Bekanntmachung wirksam, zusätzlich wurden Urkunden ausgestellt.
Kaiserlich-chinesische Staatsangehörige waren per Geburt:
- Kinder chinesischer Väter (auch wenn dieser zum Zeitpunkt der Geburt schon verstorben war), unabhängig ob die Geburt im In- oder Ausland stattfand
- Kinder chinesischer Mütter, wenn der Vater unbekannt oder staatenlos war
- in China aufgefundene Findelkinder

Für eine auf Antrag mögliche Einbürgerung musste der Antragsteller unbescholten, nach seinem Heimatrecht volljährig und mindestens 20-jährig sein, mindestens zehn Jahre durchgehend in China gelebt haben, „guten Charakters“ und finanziell abgesichert sein. Abzugeben war auch eine beglaubigte Erklärung, „auf ewige Zeiten die chinesischen Gesetze befolgen zu wollen.“ Die Einbürgerung eines Mannes schloss Ehefrau (die für sich allein keinen Antrag stellen durfte) und minderjährige Kinder mit ein, jedoch nur dann, wenn sie nach heimatlichem Recht hierdurch jene Staatsangehörigkeit (automatisch) verloren.

Eingebürgerte waren 10‒20 Jahre von höheren Beamtenstellen, Offiziersdienst und als Mandatsträger in Stadträten usw. ausgeschlossen.
Automatisch eingebürgert wurden einheiratende Frauen, Personen, die von einem Chinesen adoptiert werden, uneheliche Kinder einer Chinesin, wenn der ausländische Vater sie nicht anerkannte.
Verdiensteinbürgerungen, ggf. ohne Vorbedingungen, genehmigte das Innenministerium nach Zustimmung des Außenministeriums.
Entlassung aus der chinesischen Staatsbürgerschaft ‒ die sich auch auf Frau und Kinder erstreckte ‒ war auf Antrag möglich. Sie wurde verweigert, solange noch straf- oder zivilrechtliche Gerichtsverfahren anhängig waren, Steuern ausstanden, Militärdienst zu leisten war, oder bei noch im aktiven Dienst stehenden Beamten. Bei falschen Angaben war Widerruf durch die Behörde möglich, ggf. kam der Antragsteller 6–12 Monate in Haft.
Wer die Staatsangehörigkeit verlor, durfte nicht länger im Lande bleiben und hatte eventuellen Grundbesitz innerhalb eines Jahres zu verkaufen.
Witwen und geschiedene Frauen konnten sich nach Tod/Scheidung auf Antrag mit ihren minderjährigen Kindern wieder einbürgern lassen. Ansonsten war, wenn genehmigte Entlassung stattgefunden hatte, drei Jahre Daueraufenthalt nötig, um wieder eingebürgert werden zu können.

### Gebiete mit Sonderstatus
Gerade in den Pachtgebieten, als da waren Weihaiwei, Kiautschou, Kwangtung, Kuang-chou-wan, hatten die dortigen Chinesen ein Interesse daran von der jeweiligen Kolonialmacht eingebürgert zu werden, da sie dann in den Genuss der Rechte eines Exterritorialen im restlichen China kamen. Im Gegensatz zu anderen Ausländern konnten sie sich in China frei bewegen und durften sogar Land besitzen. Die Mächte hatten jedoch höchst unterschiedliche Praktiken. Während die Briten jedem Eingeborenen entweder als “british subject” oder “protected person” Schutz gewährten, waren die Deutschen in kolonialen Staatsbürgersachen ausgesprochen restriktiv. Vergleichsweise großzügig waren die Portugiesen, Frankreich verlangte für das volle Bürgerrecht ein Mindestmaß an westlicher Bildung.

## 1912 bis 1948

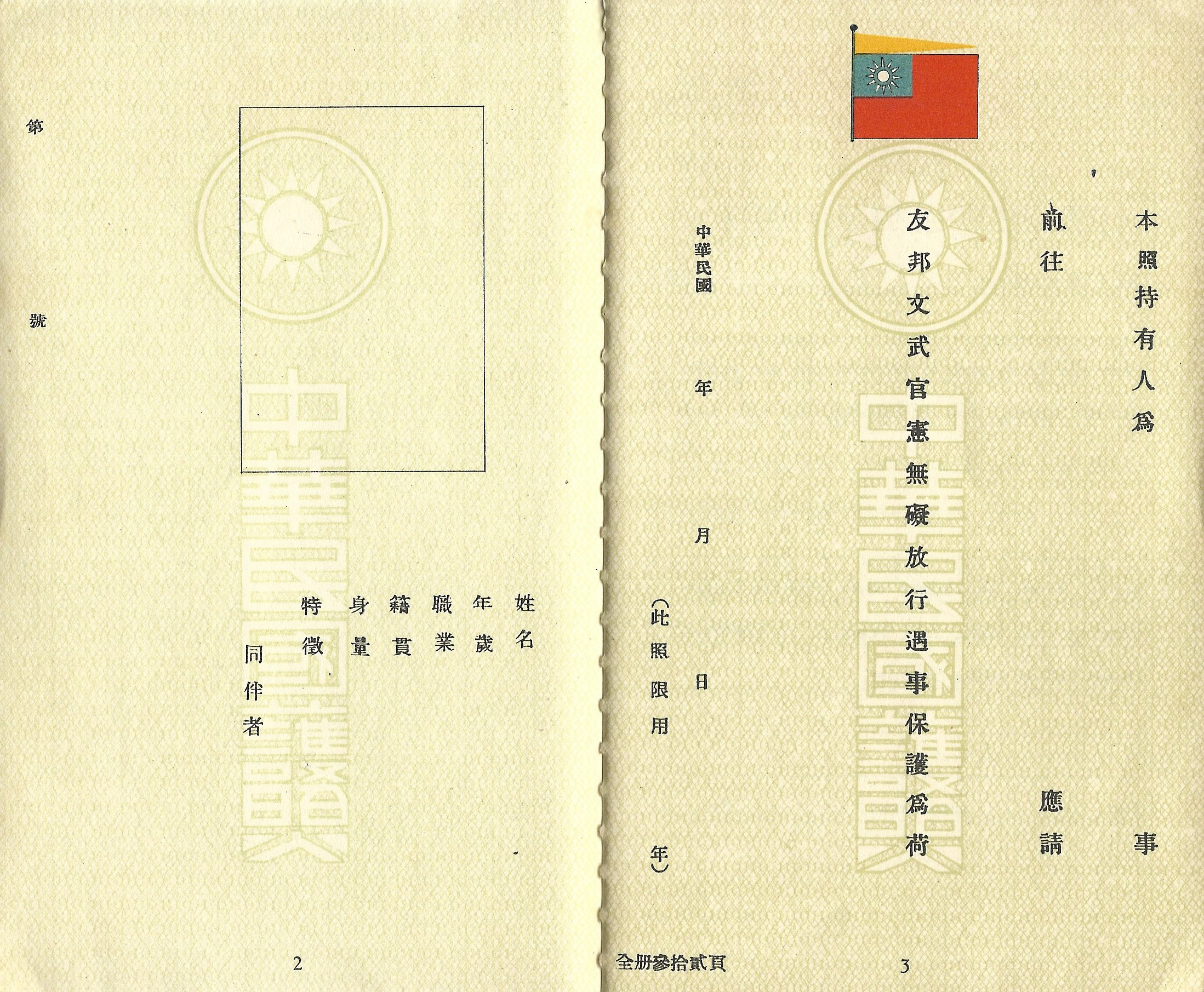
Blanko-Reisepass der neuorganisierten Regierung der Republik China, einer der zahlreichen „Regierungen,“ die im China neben dem Kuomintang-Regime bestanden.

### Staatsangehörigkeitsgesetz 1912
Bald nach der Xinhai-Revolution erging am 19. November 1912 ein neues Gesetz, das per Präsidentenerlass vom 31. Dezember 1914 geändert in Kraft gesetzt wurde. Ausführungsvorschriften, die den Dienstweg, einheitliche Formulare und Formvorschriften regelten, ergingen am 3. November 1913 und wurden am 12. Februar 1915 geändert. Bescheide in Staatsbürgersachen traten nun am Tage ihrer Veröffentlichung im Amtsblatt in Kraft.
Formal änderte sich wenig, jedoch wurde die Gliederung neu gefasst. Die Wartefrist für Einbürgerungen wurde auf fünf Jahre verkürzt, für einheiratende Männer reichten drei Jahre Wohnsitz in China. Auch für Halb-Chinesen, (volljährige) Kinder von Auslandschinesen ohne chinesische Staatsbürgerschaft, in China geborene Ausländer usw. gab es Erleichterungen.
Die Sperrfrist für hohe Ämter wurde halbiert, im Militär blieben nur die Generalsränge verboten. Ebenso möglich blieben Verdiensteinbürgerungen unter erleichterten bzw. ohne Vorbedingungen. Die Entscheidung hierüber lag nun beim Ministerrat, ab 1915 beim Präsidenten.
Die Wiedereinbürgerung war nicht mehr an drei Jahre Aufenthalt im Lande gebunden. Es wurden jedoch guter Leumund und finanzielle Stabilität gefordert.
Die Verlustgründe blieben im Kern unverändert, es änderten sich nur einige Punkte zum Verfahren und der Antragserfordernis.

### Staatsangehörigkeitsgesetz 1929
Ein neues Staatsangehörigkeitsgesetz erging am 5. Februar 1929.

Notwendig geworden war es, da das neue Zivilgesetzbuch fundamentale Änderungen im Familienrecht brachte. Die Zuständigkeit lag beim Innenministerium. Zu beachten ist, dass während der „Nanking-Dekade“ (1927–37) nur ein kleiner Teil Chinas unter administrativer Kontrolle National-Chinas stand.
Weiterhin gab es eine „Verordnung über die Bestätigung der Staatsangehörigkeit der Auslandschinesen“ Solche Urkunden wurden dreisprachig ausgestellt, waren unbefristet gültig und konnten die Namen minderjähriger Kinder enthalten.
Hinsichtlich der Bedingungen über Erwerb und Verlust änderte sich im Kern wenig. Einbürgerungen eines Mannes schlossen Ehefrau und minderjährige Kinder automatisch mit ein. Es galt, dass auch bei freiwilliger Annahme einer fremden Staatsbürgerschaft die chinesische nur dann verloren geht, wenn hierzu eine Genehmigung erteilt wurde. Ein Erlass des Innenministeriums bestimmte, dass auch Kinder aus der Ehe eines Überseechinesen mit einer Ausländerin chinesische Staatsbürger ab Geburt sind.
China ratifizierte die „Haager Konvention zu Fragen der Staatsangehörigkeit 1930“ am 14. Februar 1935.

## Volksrepublik China seit 1949

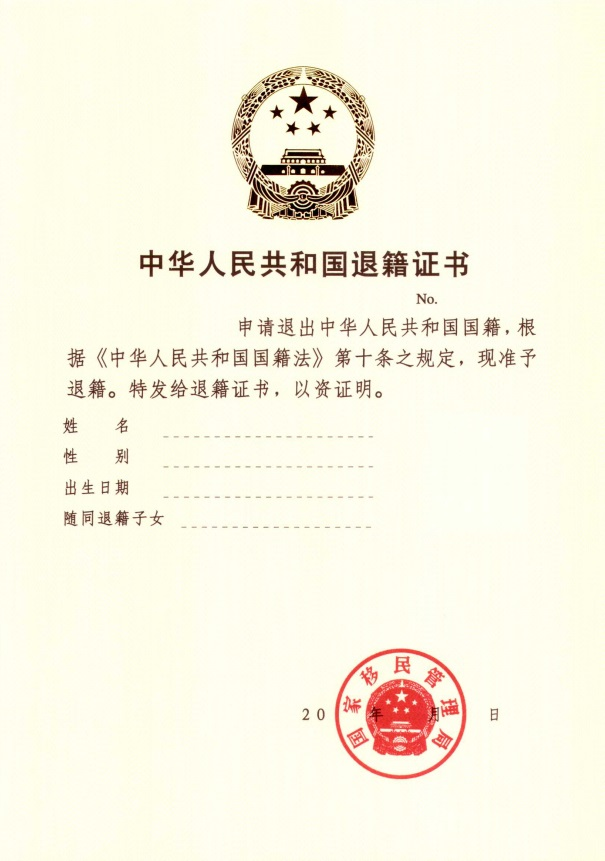
Urkunde über die Entlassung aus der chinesischen Staatsbürgerschaft.

Ein wichtiges Nachweiselement für Staatsangehörigkeitssachen sind die Haushalts-Stammbücher, zugleich Wohnortsnachweis, die man auf dem Festland als Hukou-Bücher (戶口登記本 / 户口登记本,  hùkǒu dēngjìběn – „Familienheft“) bezeichnet. Für deren Führung und Annahme von Staatsangehörigkeitssachen ist das regionale “Public Security Bureau” (公安局,  gōng'ānjú) zuständig. Entscheidungen fällt dann das Ministerium für Öffentliche Sicherheit, das seit 23. Januar 1956 zuständig ist.
In der Übergangszeit nach der Gründung der Volksrepublik China galten national-chinesische Gesetze nur dann weiter, wenn sie als „nicht das Volk unterdrückend“ genehmigt wurden. Eine solche Genehmigung für das Staatsangehörigkeitsgesetz 1929 wurde nie verkündet. Jedoch handelte die Regierung des Volkes in Rechtsfragen wie auch sonst stets pragmatisch, so dass die Prinzipien, unter Berücksichtigung der Gleichberechtigung der Frau, weiter Anwendung gefunden haben dürften.
Somit galt, dass eine Frau nicht mehr automatisch der Staatsangehörigkeit des Mannes folgt, sei es bei Heirat oder Wechsel seinerseits. Auch Kinder mit nur einem chinesischen Elternteil werden ab Geburt Chinesen, unehelich Geborene waren weiter ausdrücklich anzuerkennen. Die zu beantragende Entlassung aus der Staatsbürgerschaft blieb genehmigungspflichtig.
Wiedereinbürgerungen heimkehrender Überseechinesen erfolgten ab den 1950er Jahren unbürokratisch, unter Verlust fremder Staatsbürgerschaften. 1949‒61 kehrten über eine halbe Million Auslandschinesen auf das Festland heim.
Auf Entlassungsgenehmigungen für im Ausland Lebende wurde nach 1954 verzichtet. Seit 1956 gestand man Überseechinesen mit Doppelstaatsbürgerschaft die freie Wahlmöglichkeit zu.
Völkerrechtliche Verträge
Angesichts der großen Zahl in Indonesien lebender Auslandschinesen schlossen die beiden Länder am 22. April 1955 einen Vertrag über die doppelte Staatsangehörigkeit. Vorgesehen war eine Optionsfrist volljähriger, mündiger Doppelstaatler innerhalb zwei Jahren. Ehefrauen durften selbst entscheiden. Tausende der sogenannten Yìnní guīqiáo (印尼歸僑) kehrten nach China zurück. Wurde eine Optionserklärung nicht abgegeben, so galt die Staatsbürgerschaft des Vaters als automatisch anzuwendendes Anknüpfungsmerkmal.
Der chinesisch-birmanische Grenzvertrag vom 1. Okt. 1960 gab Personen in betroffenen Gebieten die Option der Annahme innerhalb von zwei Jahren bzw. des ungehinderten Umzugs.
Ähnlich waren die Regelungen der Übereinkunft mit Nepal bezüglich in Tibet wohnender nepalischer Doppelstaatler. Sie konnten innerhalb eines Jahres, sofern sie älter als 18 Jahre waren, für China optieren.
Gemeinsame Erklärungen zur freien Wahlmöglichkeit bei Doppelstaatlern verfasste man mit Malaysia (31. Mai 1974), den Philippinen (9. Juni 1975) und Thailand (1. Juli 1975) aus Anlass der diplomatischen Anerkennung der Volksrepublik.

### Staatsangehörigkeitsgesetz 1980
Doppelte Staatsangehörigkeit ist nicht vorgesehen und wird nicht anerkannt. Die seit 1956 geübte Praxis, nicht mehr auf Entlassungsgenehmigungen zu bestehen, wenn ein Chinese freiwillig eine fremde Staatsbürgerschaft annimmt, wurde nun offiziell.
Durch Geburt im Inland wird jedes Kind eines Chinesen oder Staatenlosen chinesischer Staatsbürger.

Bei Geburt im Ausland gilt die Einschränkung, dass dies nicht gilt, wenn einer oder beide Elternteile durch Geburt eine andere Staatsangehörigkeit haben oder sich dort dauerhaft niedergelassen haben.
Problematisch sein kann die Geburt eines Kindes mit einem chinesischen Elternteil im Inland, wenn keine Gebärgenehmigung des 2013 aufgelösten Familienplanungsamtes vorliegt, da dann die Eintragung des Neugeborenen ins Hukou verweigert wird. Zugleich ist Anerkennung einer per ius sanguinis zugleich erworbenen ausländischen Staatsbürgerschaft verboten.
Einbürgerungen, die sich nie auf Familienangehörige auswirken, es sei denn, es ergeht ein entsprechender Antrag, sind möglich für in China Ansässige oder, wenn enge familiäre Bindungen bestehen. Verfassungs- und Gesetzestreue wird erwartet. Wiedereinbürgerungen sind „aus gutem Grund“ möglich. In beiden Fällen gehen fremde Staatsbürgerschaften verloren.
Einbürgerungen „echter“ Ausländer, d. h. nach chinesischer Definition Nicht-Angehöriger der 56 anerkannten ethnischen Gruppen (was Vietnamesen und Koreaner einschließt), kommen kaum vor. Die Volkszählungsdaten für 2000 wiesen 941 im Lande lebende Eingebürgerte nach, zehn Jahre später waren es 1448.
Verlustgrund bleibt die freiwillige Annahme einer fremden Staatsangehörigkeit. Auf Antrag entlassen werden kann man, wenn enge familiäre Bindungen zu einem Ausländer bestehen oder der Daueraufenthalt im Ausland ist bzw. es sonst einen guten Grund gibt.
Besondere Regeln gelten für Macau und Hongkong.

## Gebiete nicht unter direkter Verwaltung der VR China

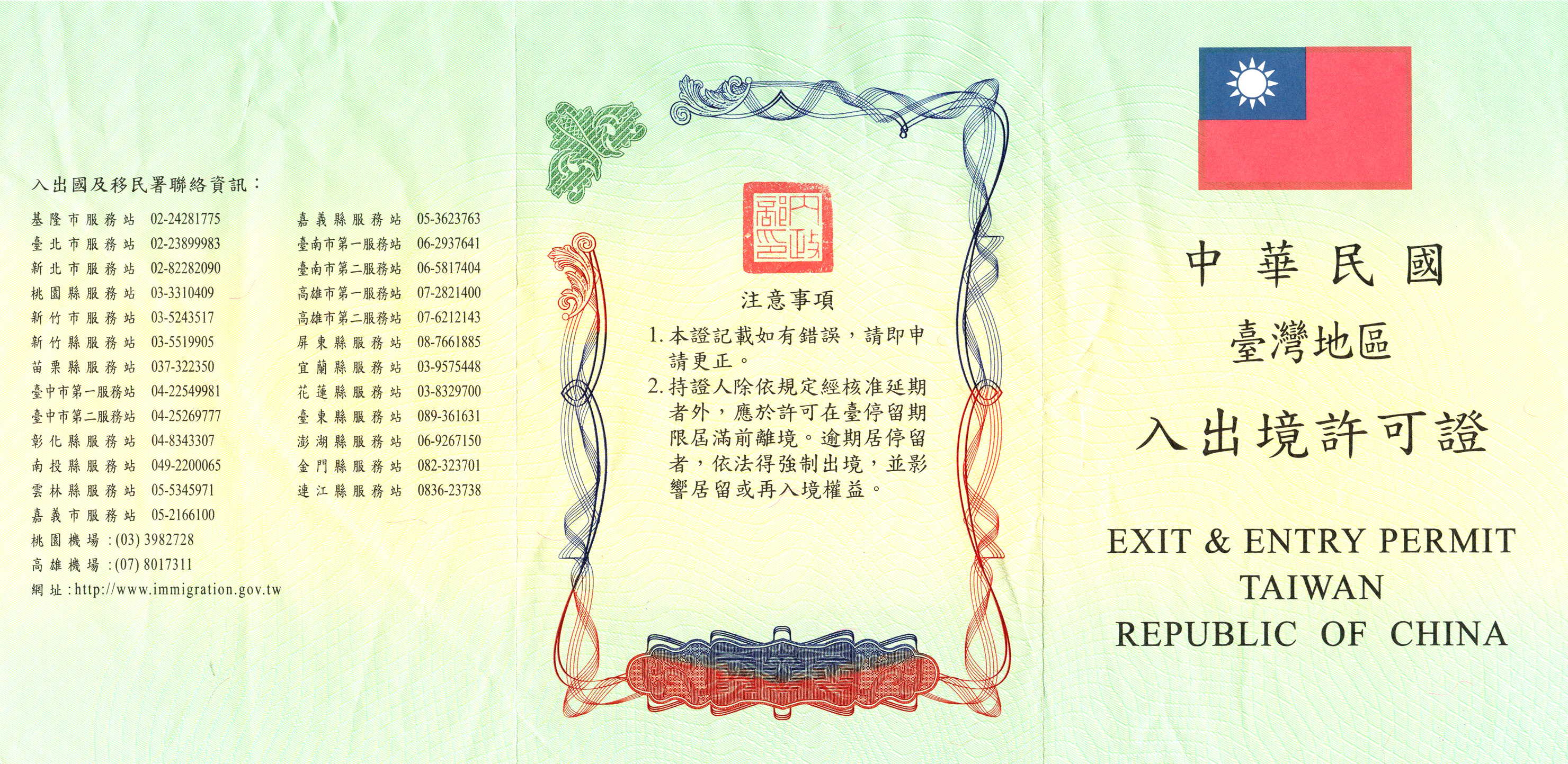
“Entry & Exit Permit” für Festlandchinesen, die nach Taiwan reisen, was seit 2008 erlaubt ist, wofür aber kein Reisepass genutzt werden darf, da dieser nur für Auslandsreisen dient.

Obwohl alle Bürger der drei heute bestehenden Gebiete mit Sonderstatus juristisch alle „chinesische Staatsbürger“ sind, gibt es bei Reisen eine verwirrende Vielzahl von erforderlichen (Aufenthalts-)Erlaubnissen und Passersatzpapieren, so das z. B. Kinmen-Matsu Permit (金馬證,  Jīnmǎzhèng, Pe̍h-ōe-jī Kim-Má-chèng) für Personen mit Haushaltsregister in Kinmen, den Matsu- oder Penghu-Inseln zur Fahrt aufs Festland.

### Taiwan

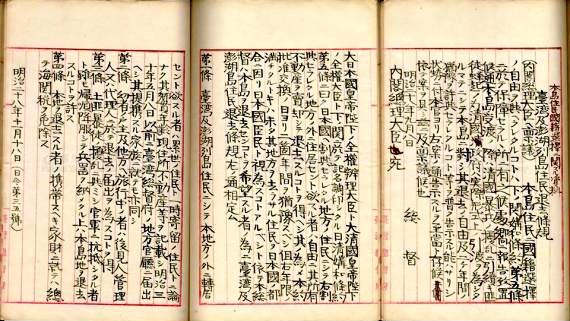
Verordnung über die Wahlmöglichkeit der Staatsangehörigkeit im 1895 japanisch gewordenen Taiwan.

Zur Zeit japanischer Verwaltung 1895–1945 waren die chinesischstämmigen Bewohner japanische Untertanen mit eingeschränkten Bürgerrechten. Anfangs behielten sie ihre „chinesische Nationalität“ bei, so dass vereinfacht Reisen auf das Festland möglich waren.
Das Staatsangehörigkeitsgesetz 1929 galt nach Umzug des Chiang-Kai-schek-Regimes 1948/9 zunächst weiter. Die Verordnung über auf Antrag auszustellende Staatsangehörigkeitsbescheinigungen wurde zum 6. Oktober 1956 neu gefasst.
Seit 1948 herrschten die Reste der Kuomintang-Regierung nur noch über die Insel Taiwan, die von China als „abtrünnige Provinz,“ nicht jedoch eigenes Staatswesen betrachtet wird. Aufgrund, auch militärischer, Unterstützung der USA blieb das nationalchinesische Regime bis 1971 als offizieller Vertreter Chinas in der UNO. Die Amerikaner entzogen ihnen erst 1979 die diplomatische Anerkennung, garantierten aber weiterhin militärischen Schutz. Angesichts wirtschaftlicher Stärke betrachten viele Staaten, unter formaljuristischen Verrenkungen, die Inselverwaltung als eigenes Land. Sie erfüllt auch die Bedingungen der Definition eines Staates nach der Konvention von Montevideo. Bei den dortigen Bewohnern handelt es sich um „Bürger Chinas, die in Taiwan leben.“ Seit Ende 2015 können sie sich, nur mit geringen Einschränkungen hinsichtlich Landerwerbs, im von der VR regierten Teil Chinas niederlassen. Genaueres regelt ein Sondergesetz, in dem die Übertragung eines Haushaltsregisters an einen Ort auf dem Festland gleichbedeutend mit der Annahme der Staatsbürgerschaft ist.
Das Staatsangehörigkeitsgesetz von 1929 gilt im Machtbereich der Republik China (Taiwan) geändert weiter. Der bis 1991 behauptete Alleinvertretungsanspruch des KMT-Regimes ließ sich schlecht mit dem 1929 propagierten strikten Abstammungsprinzip vereinen, so dass man bei ansiedlungswilligen Überseechinesen doppelte Staatsbürgerschaft (stillschweigend) tolerierte. Nicht-chinesische Gastarbeiter wurden erst ab 1989 ins Land gelassen, deren Aufenthalt aber auf nicht-verlängerbare drei Jahre beschränkt, so dass Einbürgerungen nur im Zusammenhang mit den seit den 1980er Jahren zu zehntausenden einheiratenden Prostituierten aus Südostasien vorkamen.

Nach Taiwan kommende Chinesen vom Festland werden rechtlich wie andere Ausländer behandelt.

#### Reform im Jahre 2000
Die am 2. Februar 2000 in Kraft getretenen Gesetzesänderung ermöglichte die eigenständige Einbürgerung von Drittstaatlern. Erleichterungen gab es auch für Doppelstaatler bei der Annahme gewisser Positionen im Staatsdienst. Ius soli galt weiterhin nur für Findelkinder oder Nachkommen Staatenloser.
Einbürgerungen für Volljährige
- fünf Jahre legaler Aufenthalt im Lande (Zeiten als Familienangehöriger oder Student etc. zählen nicht), nachgewiesen durch Besitz eines Alien Resident Certificate, für dessen Erteilung ein Gesundheitszeugnis nötig ist. Die Frist beträgt drei Jahre für Chinesen oder deren Ehepartner.
  - Nach zehn Jahren gibt es einen Einbürgerungsanspruch, ebenso für Ausländerkinder der zweiten Generation nach dreijähriger Wartezeit.
- Geordnete finanzielle Verhältnisse bzw. Einkommen (bis 2009: NT$ +5 Mio. oder Arbeit zum doppelten Mindestlohn; seitdem gesenkt auf „nicht von staatlichen Transferleistungen abhängig“).
- seit 2005: Sprachkenntnisse, nachgewiesen durch Prüfung
- Unbescholtenheit (Führungszeugnisse der Provinzverwaltung und des Heimatlandes)
- Nachweis der Entlassung aus fremder Staatsbürgerschaft (mit wenigen Ausnahmeregelungen)

Unter den 84.513 Antragstellern zwischen 1982 und 2015 waren keine 1500 aus entwickelten Ländern. Einbürgerung ist vor allem attraktiv für einheiratende Frauen aus Südostasien (durchschnittlich 90–95 Prozent aller Antragsteller jener Jahre), da Zugang zum staatlichen Krankenversicherungssystem an den Besitz einen Familienbuchs gebunden ist, d. h. Besitz der Staatsangehörigkeit. Die ausländerrechtlichen Vorschriften für Gastarbeiter sind weiterhin so, dass sie die fünfjährige Wartefrist nicht erreichen können.
Seit 2004 wird der Nachweis der Entlassung auch von denjenigen Chinesen verlangt, die sich nach „Taiwan“ einbürgern lassen.
Hochqualifizierten- und Investoren-Einbürgerung
Hochqualifizierte Ausländer (高級專業人才) können ein Alien Permanent Resident Certificate (梅花卡,  Méihuā kǎ, englisch Plum Blossom Card) bekommen. Seit Dezember 2017 besteht die Möglichkeit für sie, falls sie die chinesisch-taiwanesische Staatsbürgerschaft beantragen, nicht länger ihre bisherige aufzugeben.
Investoren, die mindestens NT$ 6 Mio. in eine private Firma einbringen, können, wenn sie einen ortsansässigen Bürgen haben, meist nach drei Jahren Daueraufenthalt Einbürgerung beantragen. Alternativen sind die Schaffung von mindestens fünf Arbeitsplätzen und ein Investenment von über NT$ 15 Mio. oder der Kauf von Staatsanleihen für NTD$ 30 Mio.

### Hongkong
Britische Herrschaft

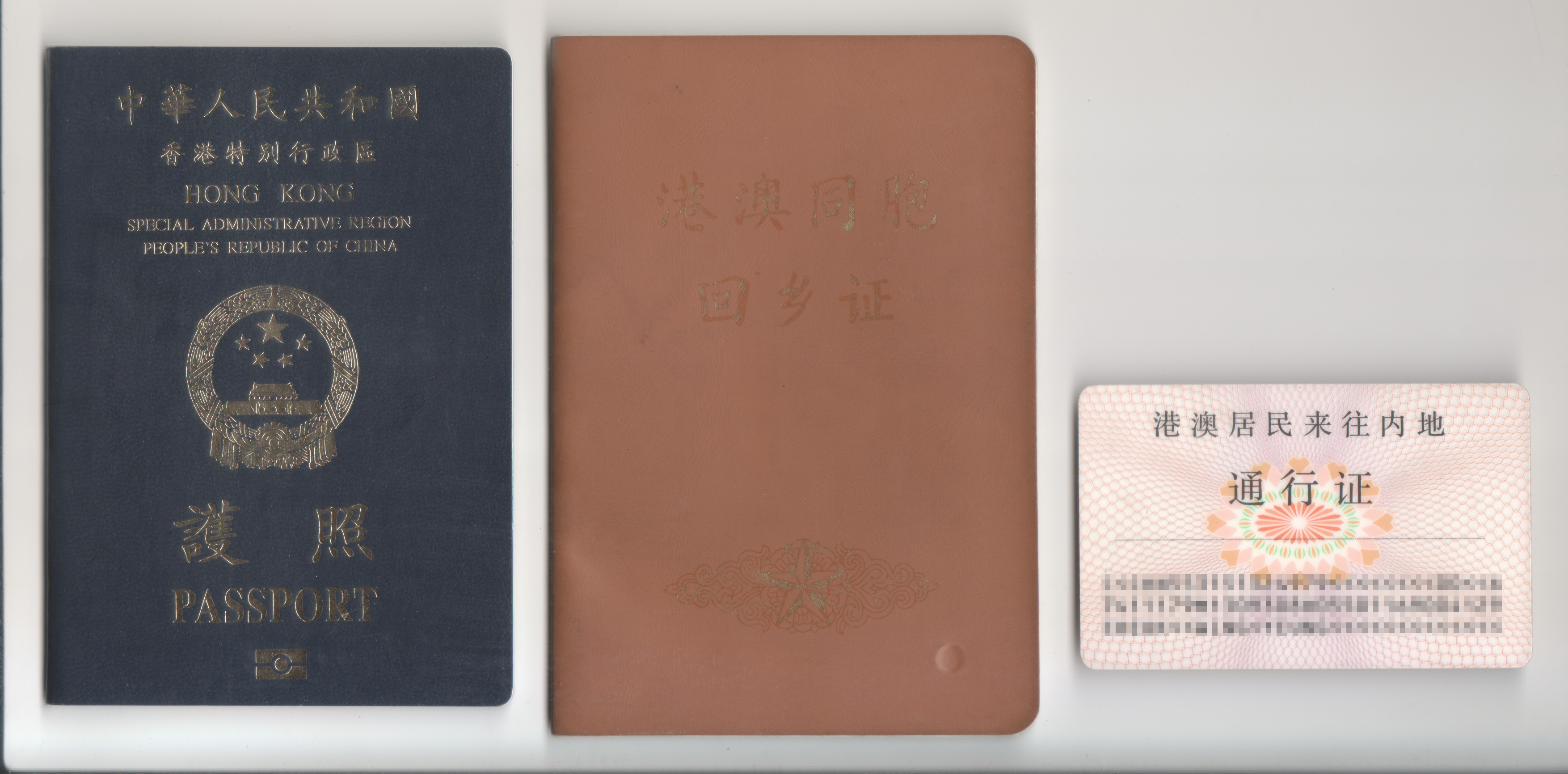
In Hongkong oder Macau wohnende Chinesen brauchen zur Einreise ins Festland eine Heimreiseerlaubnis (港澳居民來往內地通行證 (kurz: Huíxiāngzhèng)). Hier abgebildet (v. l.), Hongkong-SAR-Pass, Heimreiseerlaubnis Muster 1999 und 2013.

Während der Kolonialzeit regelte zunächst der British Nationality and Status of Aliens Act 1914 die Staatsangehörigkeit einheitlich für “British Crown Dominions.”
Später erging der British Nationality Act 1948 der den Status kolonialer Untertanen (“British subjects”) regelte.
1981 bis 1997
Der seit 1. Jan. 1983 gültige British Nationality Act 1981 war absichtlich so gestaltet, dass Hongkong-Chinesen möglichst nicht als volle britische Bürger ein Aufenthaltsrecht für Großbritannien erhalten konnten. Sie erhielten den Status eines British Dependent Territories citizen (BDTC), was bis zur Übergabe 1997 durch Registrierung zu einem British National (Overseas) (BNO), mit Daueraufenthaltsrecht in Hongkong, „aufgewertet“ werden konnte. Es gab ein zusätzlich aufgelegtes British Nationality (Hong Kong) Selection Scheme, wodurch man einer kleinen Zahl von Staatsdienern und Wohlhabenden erlaubte, britische Vollbürger zu werden. Chinesische Regierungen erkennen den, nicht vererbbaren, BNO-Status nicht an.
„Ein Land, zwei Systeme“

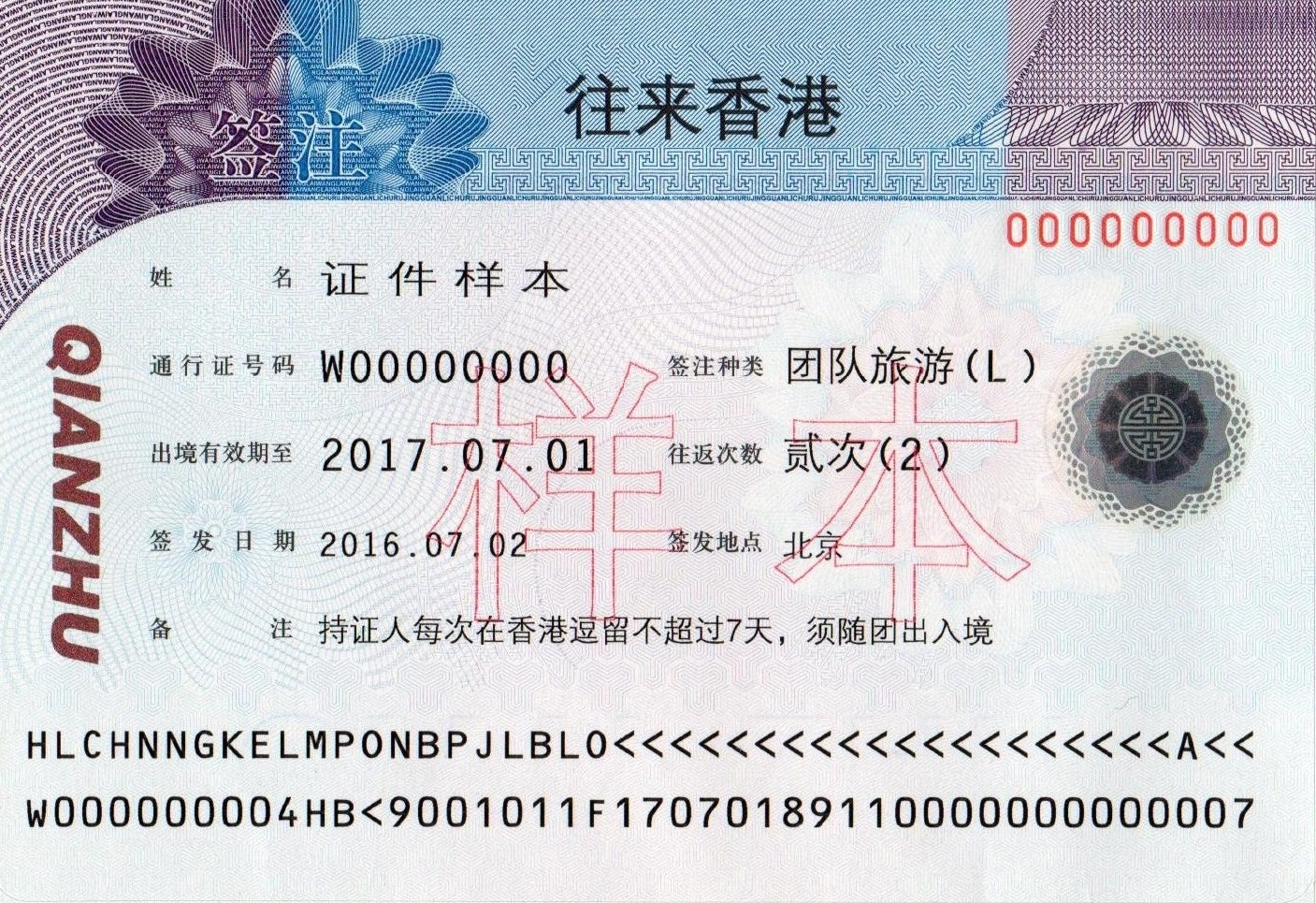
Untereinander werden Reisepässe von China und den SARs nicht anerkannt, Festlandschinesen brauchen für Kurzzeitaufenthalte ein Exit-Entry Permit for Travelling to and from Hong Kong and Macau “Two way permit,” effektiv ein Visum.

Viele Bürgerrechte in Hongkong (und Macau) sind nicht an die chinesische Staatsangehörigkeit, sondern das Daueraufenthaltsrecht gebunden. Ansonsten gilt jedoch das Gesetz von 1980 seit dem Souveränitätswechsel auch in diesen Territorien (SAR). Das heißt auch, dass alle in diesen beiden Gebieten geborenen Kinder mit auch nur einem chinesischen Elternteil Chinesen sind, deren eventuell bestehende zweite Staatsangehörigkeit von China nicht anerkannt wird.
Beim Immigration Department in Hongkong lassen sich mit durchschnittlich 1500 Personen pro Jahr (2014/15) deutlich mehr Personen einbürgern als auf dem Festland.
Festlandchinesen, die sich im Rahmen von Familienzusammenführung in den SAR niederlassen wollen, müssen ein sogenanntes One-Way Permit beantragen, für das es lange Wartezeiten und Quoten gibt.

### Macau
Portugal, dessen Oberhoheit über Macau China formal erst 1887 anerkannte, war in Einbürgerungsfragen immer großzügig. Grundvoraussetzung war vor allem der „Besitz eines Herdes,“ d. h. eines eigenständig wirtschaftenden Haushalts. Mischlinge (“Macanese”) galten als Portugiesen. Aktuell vor dem Souveränitätsübergang war das strengere portugiesische Staatsangehörigkeitsgesetz von 1981. Trotzdem wurden vor 1999 an rund 100.000 Personen portugiesische Pässe vergeben, obwohl nur etwa ein Prozent der gut halben Million Einwohner diese Sprache beherrschten.
Aufgrund des komplexen Verhältnisse gibt es für Einwohner Macaus eine Vielzahl von Ausweisdokumenten zu Reisezwecken. Zum einen den portugiesischen Personalausweis (genannt C. I. port: Cartão de Cidadão), die Macau Resident Identity Card zum Nachweis des Daueraufenthaltsrechts (nach sieben Jahren), dazu für Chinesen den Macao Special Administrative Region passport und für nicht-permanent ansässige Ausländer den Sonderreiseausweis für Hongkong. Spezielle Ausweise benötigen Chinesen auch, die z. B. Familie auf dem Festland besuchen wollen. All dies, obwohl es „nur eine chinesische Staatsbürgerschaft“ gibt.

## Staatsangehörigkeit der Auslandschinesen

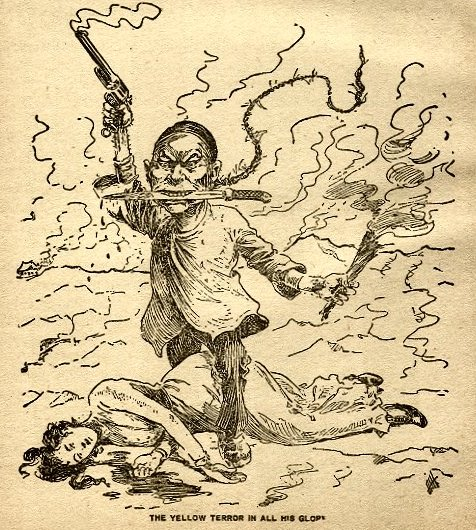
Angesichts der wandernden Menschenmassen wurde man sich der gelben Gefahr bewusst. Rassistische Karikatur zur vermeintlichen „gelben Gefahr“. Chinesische Einwanderung war in Australien 1896/8-1973 („White Australia Policy“), Kanada und den USA verboten.

Im 19. und 20. Jahrhundert gab es mehrere Wellen von Auswanderung aus China. Die (Nachfahren dieser) Auslandschinesen stellen heute substantielle Anteile der Bevölkerungen in den südostasiatischen Staaten. Um 1900 lebten gut zehn Millionen Chinesen im Ausland. Viele von ihnen wohnten in tropischen Kolonialgebieten als Kontraktarbeiter, die vielfach unter Sklaverei-ähnlichen Bedingungen gehalten wurden. Die Kolonialmächte schufen in ihren Besitzungen kommunalistische Sondergesetze für Chinesen.
Im Ausland lebende Chinesen, die eine fremde Staatsangehörigkeit annehmen wollten, hatten vor dem Ende der Kaiserzeit nominell um eine schwer zu erhaltende Sondergenehmigung der Regierung anzusuchen. Kontrollmöglichkeiten bestanden jedoch nicht.
Die Zusatzbestimmungen zum Gesetz von 1909 regelten, dass alle im Ausland geborenen und dort lange lebenden Chinesen weiter als solche betrachtet wurden, auch wenn sie ungenehmigt andere Staatsbürgerschaften erworben hatten.
Ungeachtet der Ein-China-Politik richteten die beiden konkurrierenden Regierungen spezielle Abteilungen für im Ausland lebende Chinesen ein. In Peking gab es solche Dienststellen 1949–1970 und wieder 1978–2018 (國務院僑務辦公室,  Guówùyuàn Qiáowù Bàngōngshì, englisch Overseas Chinese Affairs Office of the State Council). In Taipeh gehört die Abteilung (僑務委員會,  Qiáo Wù Wěiyuánhuì, englisch Overseas Community Affairs Council, bis 2006: Overseas Chinese Affairs Commission) zum Exekutiv-Yüan, aber mit einem eigenen Staatsminister.
Im Jahre 2016 lebten 9,6 Millionen Auswanderer aus der Volksrepublik China im Ausland oder in einer der beiden Sonderverwaltungszonen, was 0,7 Prozent der Gesamtbevölkerung des Landes entspricht.